# Santonien
| Systeem                                                                                   | Serie     | Etage         | Ouderdom (Ma) |
| ----------------------------------------------------------------------------------------- | --------- | ------------- | ------------- |
| Paleogeen                                                                                 | Paleoceen | Danien        | jonger        |
| Krijt                                                                                     | Boven     | Maastrichtien | 66,0–72,1     |
| Krijt                                                                                     | Boven     | Campanien     | 72,1–83,6     |
| Krijt                                                                                     | Boven     | Santonien     | 83,6–86,3     |
| Krijt                                                                                     | Boven     | Coniacien     | 86,3–89,8     |
| Krijt                                                                                     | Boven     | Turonien      | 89,8–93,9     |
| Krijt                                                                                     | Boven     | Cenomanien    | 93,9–100,5    |
| Krijt                                                                                     | Onder     | Albien        | 100,5–113,0   |
| Krijt                                                                                     | Onder     | Aptien        | 113,0–125,0   |
| Krijt                                                                                     | Onder     | Barremien     | 125,0–129,4   |
| Krijt                                                                                     | Onder     | Hauterivien   | 129,4–132,9   |
| Krijt                                                                                     | Onder     | Valanginien   | 132,9–139,8   |
| Krijt                                                                                     | Onder     | Berriasien    | 139,8–145,0   |
| Jura                                                                                      | Malm      | Tithonien     | ouder         |
| Indeling van het Krijt volgens de ICS. Cursieve ouderdommen hebben een grote onzekerheid. |           |               |               |

Het geologisch tijdperk Santonien (Vlaanderen: Santoniaan) is een tijdsnede in het Laat-Krijt, die duurde van 86,3 ± 0,5 tot 83,6 ± 0,2 Ma. Het komt na/op het Coniacien en na het Santonien komt het Campanien. Het Santonien is ook een etage in de chronostratigrafie van West-Europa.

## Naamgeving en definitie
De naam Santonien werd ingevoerd door Henri Coquand in 1873. Het Santonien is genoemd naar de plaats Saintes, in het Franse departement Charente-Maritime.
De basis van het Santonien wordt gedefinieerd door het eerste voorkomen van de bivalve Cladoceramus undulatoplicatus. De top van het Santonien wordt gedefinieerd door de extinctie van de crinoïde Marsupites testudinarius.

## Dieren uit het Santonien

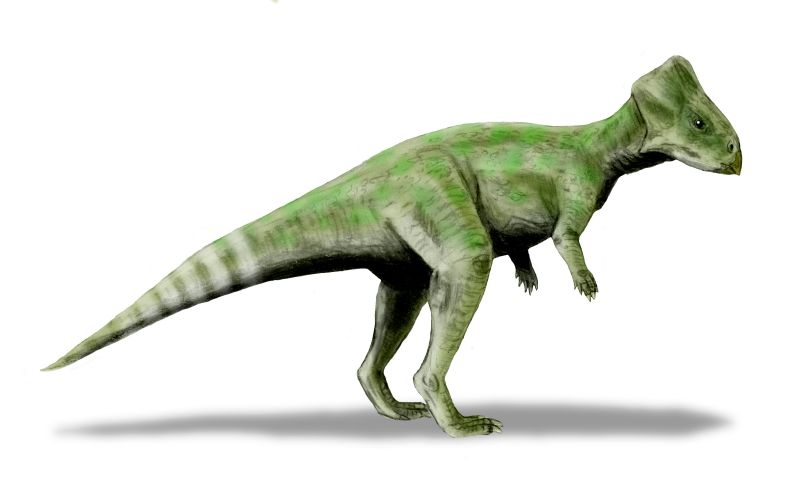
Graciliceratops
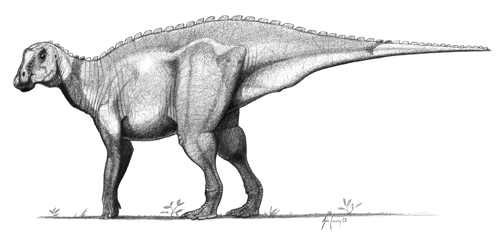
Gryposaurus
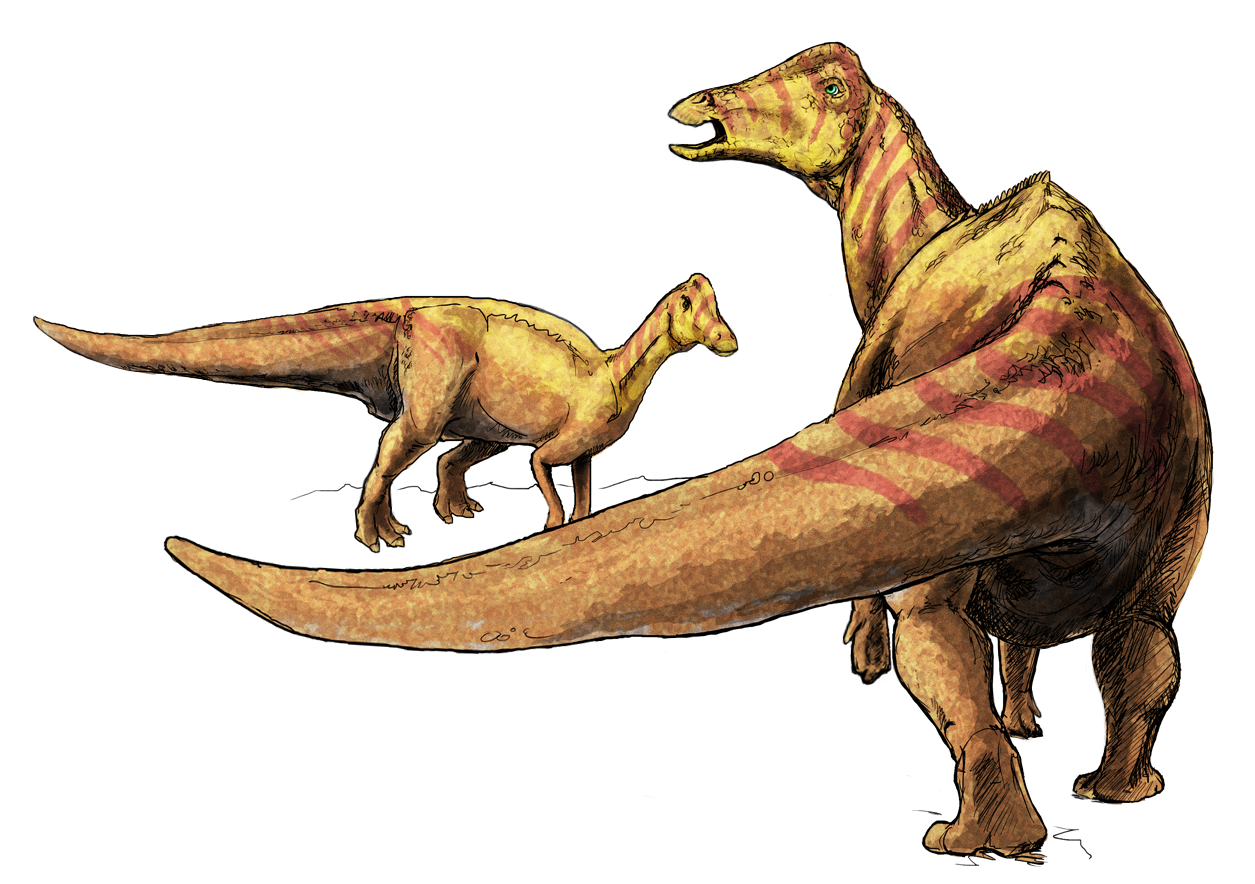
Nipponosaurus
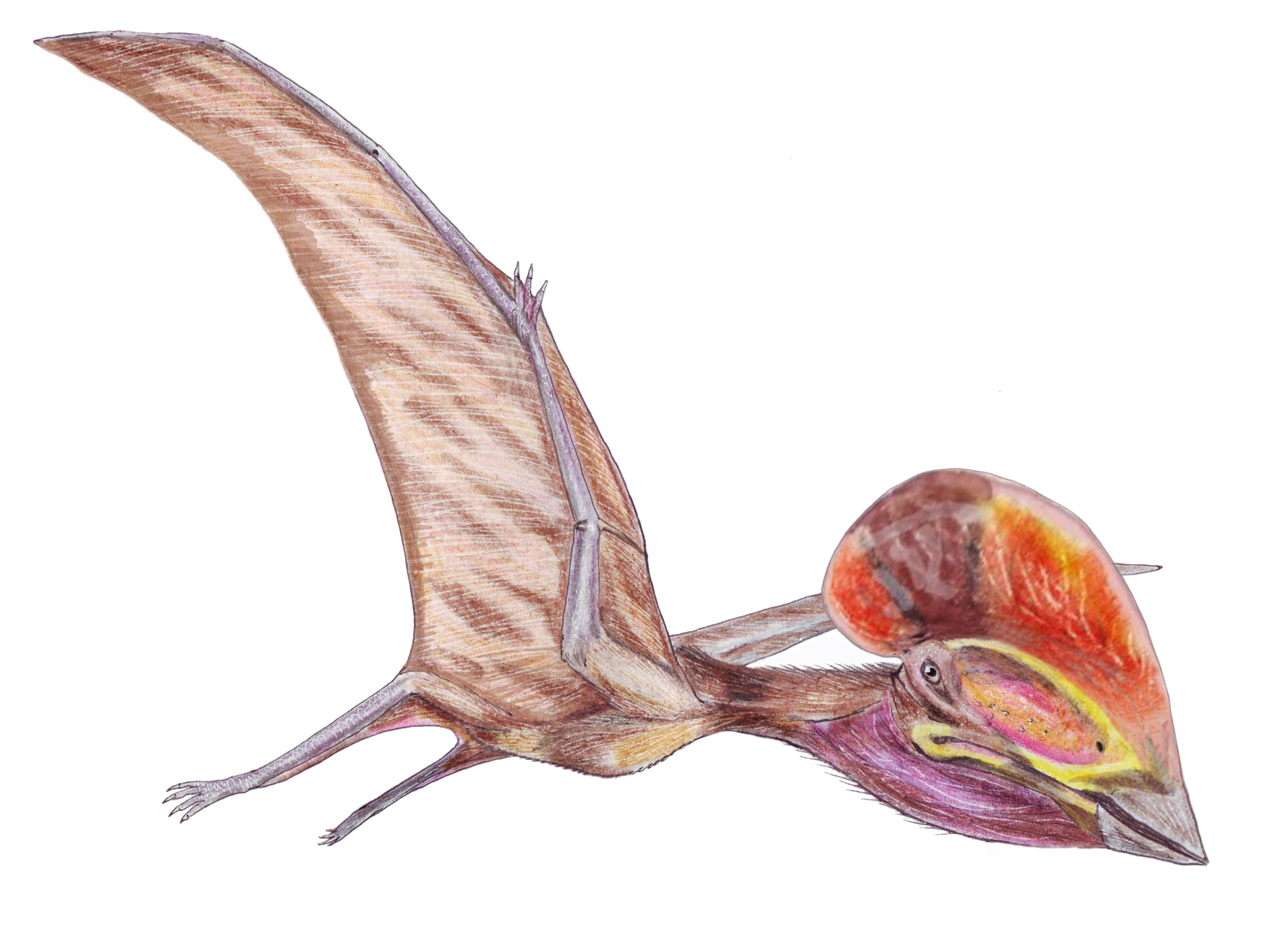
Bakonydraco